# Praepedaliodes granulata
Praepedaliodes granulata is een vlinder uit de onderfamilie Satyrinae van de familie Nymphalidae. De wetenschappelijke naam van de soort is, als Pedaliodes granulata, voor het eerst geldig gepubliceerd in 1868 door Arthur Gardiner Butler.